# 陳橋
陳橋（英語：Chan Kiu，1927年10月10日—2024年4月6日），是香港第一代華人攝影記者，曾在《南華早報》任職攝影記者28年。他的攝影作品曾獲6項世界新聞圖片榮譽獎，他於1985年獲港督頒授英女王榮譽獎章，成為香港首位從事新聞攝影行業的得獎人。

## 生平
陳橋，1927年10月10日生於香港，父親從事體力勞動，母親賣魚為生。由於小時候家境貧窮，他讀書不多，只受過小學教育。香港日佔時期，少年的陳橋隨家人返回東莞石龍家鄉暫避，期間他曾經做過鐵路的粗重工作。
香港重光後，陳橋隨家人返回香港，父親早逝，他跟隨母親在西營盤的正街賣魚維生。之後，由於他不想當「賣魚仔」，於是他在姑丈介紹下，到了虎豹別墅替遊客拍攝「即影即有」照片謀生，這是他的第一份和攝影有關的工作，他曾憶述當時的拍照工具是「木箱攝影機」，拍攝後即場用顯影藥水進行顯影，相片售價港幣1元兩張。 1956年，陳橋辭去替遊客影相的工作，加入《英文虎報》擔任黑房沖曬員，開始首份報業工作。陳橋在《英文虎報》除了處理黑房的沖曬工作外，間中亦會被委派拍攝不同的體育賽事，成為了一名半職的體育攝影記者。當時他下午上班，上午在學校進修英文。
1959年初，陳橋轉往《南華早報》擔任全職攝影記者，成為香港第一代華人攝影記者，月薪亦增加了港幣100元。1976年，陳橋升任為《南華早報》的首席攝影師（Chief Photographer）。陳橋從事攝影記者約三十年，期間見證香港多宗新聞大事，目睹多個重要時刻，當中包括：中國難民逃港潮、六七暴動、反貪污捉葛柏、英女王訪港、越南船民湧港、中英主權談判等。《南華早報》指陳橋拍攝了超過40,000卷紀錄香港重要時刻的菲林。1987年，陳橋退休，結束了約30年的攝影記者的生涯。1993年，他移居加拿大，定居於溫哥華。
2024年4月6日中午，96歲的陳橋在加拿大溫哥華當地醫院安詳離世，臨終時家人陪伴在側。

## 逸事

### 左眼天生弱視
陳橋曾向傳媒表示只有少數人知道，他的左眼有天生的弱視。

### 屢次獲獎
1963年5月，因為香港發生旱災，300名僧尼在跑馬地馬會舉行求雨大會，陳橋拍下的求雨照片獲入選英國大英百科全書選為「1963年150張最佳新聞圖片」之一，這是他新聞攝影生涯首次獲得肯定的作品。1966年6月12日香港暴雨期間，陳橋拍攝在西營盤正街拍攝到一婦人於豪雨中失足跌倒的相片，獲得由港督頒受的年度最佳新聞圖片獎，因此得到公司《南華早報》大肆宣傳，更被外國媒體報導為“亞洲最佳圖片”（"Best Picture of Asia"）。有一年，陳橋連得3個獎項，為此《南華早報》將他的月薪由港幣700元加至900元。

### 中國難民湧港
陳橋於1962年到新界北區邊境採訪拍攝，其中一張香港工人葉先生在邊境迎接偷渡來港的妻子和小孩時夫婦大哭的照片（二人大哭因為妻子要被遣返，只可留下小孩），成為了「中國難民湧港」的經典照片之一。

### 六七暴動
1967年，香港六七暴動時，陳橋經常被派往示威和暴亂最前線採訪。他曾經到黃大仙新蒲崗的東頭邨拍攝暴徒與警察對峙的場面，結果被十多名左派人士圍毆打傷，並被搶去菲林和手錶，胸骨的受傷他須要包扎繃帶，但三天後他便再拿起相機，繼續到暴亂的最前線採訪拍攝。

## 榮譽
陳橋分別在 1964年、1965年、1966年、1967年、1969年及1972年，先後6次獲得由荷蘭世界新聞圖片協會頒發的世界新聞圖片比賽榮譽獎（Honour Certificate, World Press Photo Contest）。
1966年9月16日，在1965-1966年度「最佳新聞圖片比賽」頒獎禮中，陳橋獲得「最優等奬」，獎品為銀杯及港幣一千五百元。
1966年11月，陳橋於香港報業公會週年晚宴上，獲得由港督戴麟趾頒贈的1966年香港最佳新聞圖片獎。
1985年4月19日，在總督府舉行的授勳儀式上，陳橋獲港督尤德爵士頒發的英女王榮譽獎章（Badge of Honour），以表揚他對新聞業的貢獻，他成為香港首位從事新聞攝影行業的得獎人。
1985年4月23日，由香港報業公會主辦的「八四年香港最佳新聞攝影比賽」中，陳橋的《怒目相對》照片獲得「特寫組冠軍」。

## 作品
1. 《廿載新聞圖片錄》[27]
此攝影集於1980年出版，由《南華早報》發行，全書173頁，紀錄了陳橋由1959年至1979年間的攝影作品。陳橋並將五十本攝影集捐公益金義賣。[28][29]
2. 《鏡頭下的歷史：陳橋三十載新聞圖片錄》[30]
此攝影集於2006年9月由溫哥華的華人組織中僑互助會出版，編輯陳吳乃妍，出版經理楊志豪，全書178頁，每冊售價加幣25元，陳橋以該書為中僑互助會作義賣籌款，收益全歸與中僑互助會。[31][32]
3. 《鏡頭下的歷史》（Moments Captured by a Photojournalist）[33]
此攝影集於2017年7月，由劉細良夫婦的上書局出版，出版總監鄺穎萱，責任編輯劉細良，全書188頁，每冊售價港幣300元。雖然署名作者是陳橋，但該書在是否涉及侵權上仍有爭議：劉細良稱上書局出版該書獲得陳橋同意及相片獲得《南華早報》授權。[34][35][36] 但陳橋長女陳麗娟指此書從未獲得其父同意出版，出版過程中陳橋及《南華早報》雙方均受到劉細良夫婦不同程度的欺瞞和誤導，而且劉氏的《南華早報》授權書亦無涵蓋其父的署名權。[37][38][39][40]

## 家庭生活
陳橋於1952年結婚。2024年他辭世時，有7名子女、7名孫子和2名曾孫，大部份都居於溫哥華。